# Schaag
Schaag is een stadsdeel van de Duitse gemeente Nettetal. De woongebieden van het dorp liggen verspreid over ongeveer vier vierkante kilometer. Tot 1970 behoorde Schaag tot de gemeente Breyell. Vanaf dat jaar behoort het met Breyell tot de nieuwe gemeente Nettetal.

## Bezienswaardigheden
- Sint-Annakerk, een driebeukige neogotische hallenkerk van 1865, met origineel interieur.
- Schaager Mühle, windmolen van 1801.

## Natuur en landschap
Schaag ligt op een hoogte van ongeveer 50 meter in het dal van de Mühlenbach, welke enkele kilometers noordelijk, voorbij Breyell, uitmondt in de Nette.

## Nabijgelegen kernen
Boisheim, Breyell, Bracht
Breyell · Hinsbeck · Kaldenkerken · Leuth · Lobberich · Schaag
Brüggen · Grefrath · Kempen · Nettetal · Niederkrüchten · Schwalmtal · Tönisvorst · Viersen · Willich